# مرغوزتالا
مرغوزتالا (به لاتین: Murquztala) یک منطقه مسکونی در جمهوری آذربایجان است که در شهرستان بالاکن واقع شده است.